# 空 (佛教)
空或空性，是佛教所使用的基本术语，空性是就內在而言，外在的顯示，即為空相。

## 字源
空是梵文śūnya的意译，音译舜若；其对应的名词形式梵文是śūnyatā，意译是空性，音译舜若多。
在藏文語境中，「空」(སྟོང་ཉིད།)不是一般字面意義上的不存在或者沒有，而是「不執著」自性的意思；「性」是本質的意思，換句話說：「空性」就是「不執著」事物的本質。

## 釋義
中觀論認為「諸法皆空」的意思不是「沒有任何存在者存在」，而是「存在者以無自性的方式存在」，它們雖不是實有的，但也不是虛無的，所有存在者都是相互依存的，並不是各自完全獨立地存在的，故説其「不一不異」、「不有不無」，一切法皆依特定的條件及關係而起，是為緣起，眾生通過概念名相來把它們區分為不同的事物，但其實它們都沒有獨立的實體存在性，故此中觀論認為它們都只是被假名為有，是為「假有」。

## 部派佛教所作的詮釋
對「空」的論述，在佛教中源遠流長，如《雜阿含經》有《大空法經》和《第一義空經》，《中阿含經》有《小空經》、《大空經》和《頻鞞娑邏王迎佛經》，等等。在部派佛教共通的“無我”、“無眾生”、“無壽命”之基礎上，更有加上“無人”而合稱為第一最空之法，稱五蘊、十二處、十八界等諸法，無我無我所，不實來實去，是假名法、因緣法。
說一切有部《大毘婆沙論》引《施設論》說十空對治薩迦耶見：內空，外空，內外空，有為空，無為空，無邊際空（無始空），本性空（性空），無所行空，勝義空（第一義空），空空。分別說部《舍利弗阿毘曇論》說空定有六空，巴利小部《無礙解道》說二十五空以釋「世間是空」。

## 大乘佛教所作的詮釋
根據龍樹論師的著作《大智度論》所作的解釋，大乘佛教與部派佛教在性空的解釋上有根本分歧：
- 聲聞：性空有二種，一者、於十二處中，無我、無我所；二者、十二處相自空，無我、無我所。
- 大乘：十二處，我、我所無故空；十二處，性無故空。

在大乘佛教中，諸法有能生之法及所生之法，所生之法都是因缘和合所出生，而没有实在自体，不能單獨存在，藉因藉緣故，緣散則滅；終滅故，非真實常住法，故称自性空。再進一步分析，可以分成七空、十四空、十六空、十八空或二十空，也歸結為四空。
大乘佛教中，一旦因為說空而無視因果業報則被稱為“惡取空”，也有不准随便解说空的戒律。

### 十八空
《大品般若經》說十八空：內空、外空、內外空，空空，大空，第一義空，有為空、無為空，畢竟空，無始空，散空，性空，自相空，諸法空，不可得空，無法空、有法空、無法有法空。龍樹《大智度論》有詳細解說：
|            | 《摩訶般若波羅蜜經》 | 《大智度論》 |
| 內空       | 何等為內空？內法名眼、耳、鼻、舌、身、意。眼眼空，非常非滅故。何以故？性自爾。耳耳空、鼻鼻空、舌舌空、身身空、意意空，非常非滅故。何以故？性自爾。是名內空。                               | 內空者，內法內法空。內法者，所謂內六入，眼、耳、鼻、舌、身、意。眼空，無我、無我所、無眼法；耳、鼻、舌、身、意，亦如是。 外空者，外法外法空。外法者，所謂外六入，色、聲、香、味、觸、法。色空者，無我、無我所、無色法；聲、香、味、觸、法，亦如是。 內外空者，內外法內外法空。內外法者，所謂內外十二入。十二入中，無我、無我所、無內外法。 |
| 外空       | 何等為外空？外法名色、聲、香、味、觸、法。色色空，非常非滅故。何以故？性自爾。聲聲空、香香空、味味空、觸觸空、法法空，非常非滅故。何以故？性自爾。是名外空。                               | 內空者，內法內法空。內法者，所謂內六入，眼、耳、鼻、舌、身、意。眼空，無我、無我所、無眼法；耳、鼻、舌、身、意，亦如是。 外空者，外法外法空。外法者，所謂外六入，色、聲、香、味、觸、法。色空者，無我、無我所、無色法；聲、香、味、觸、法，亦如是。 內外空者，內外法內外法空。內外法者，所謂內外十二入。十二入中，無我、無我所、無內外法。 |
| 內外空     | 何等為內外空？內外法名內六入、外六入。內法內法空，非常非滅故。何以故？性自爾。外法外法空，非常非滅故。何以故？性自爾。是名內外空。                                                         | 內空者，內法內法空。內法者，所謂內六入，眼、耳、鼻、舌、身、意。眼空，無我、無我所、無眼法；耳、鼻、舌、身、意，亦如是。 外空者，外法外法空。外法者，所謂外六入，色、聲、香、味、觸、法。色空者，無我、無我所、無色法；聲、香、味、觸、法，亦如是。 內外空者，內外法內外法空。內外法者，所謂內外十二入。十二入中，無我、無我所、無內外法。 |
| 空空       | 何等為空空？一切法空，是空亦空，非常非滅故。何以故？性自爾。是名空空。 | 空空者，以空破內空、外空、內外空，破是三空故，名為空空。 復次、先以法空，破內外法，復以此空，破是三空，是名空空。 復次、空三昧觀五眾空，得八聖道，斷諸煩惱，得有餘涅槃，先世業因緣身命盡時，欲放捨八道故，生空空三昧，是名空空。 |
| 大空       | 何等為大空？東方東方相空，非常非滅故。何以故？性自爾。南、西、北方、四維、上、下、南、西、北方、四維、上、下空，非常非滅故。何以故？性自爾。是名大空。                                     | 大空者，聲聞法中，法空為大空，如《雜阿含大空經》說：「生因緣老死，若有人言，是老死，是人老死，二俱邪見。」是人老死，則眾生空；是老死，是法空。《摩訶衍經》說十方，十方相空，是為大空。 |
| 第一義空   | 何等為第一義空？第一義名涅槃。涅槃涅槃空，非常非滅故。何以故？性自爾。是名第一義空。 | 第一義空者，第一義，名諸法實相，不破不壞故，是諸法實相亦空，何以故？無受無著故。若諸法實相有者，應受應著，以無實故，不受不著，若受著者，即是虛誑。復次、諸法中，第一法，名為涅槃，如《阿毘曇》中說。 |
| 有為空     | 何等為有為空？有為法名欲界、色界、無色界。欲界欲界空，色界色界空，無色界無色界空，非常非滅故。何以故？性自爾。是名有為空。                                                                 | 有為空、無為空者，有為法，名因緣和合生，所謂五眾、十二入、十八界等。無為法，名無因緣，常、不生、不滅，如虛空。 今有為法，二因緣故空，一者、無我、無我所、及常相不變異不可得故空，二者、有為法有為法相空，不生、不滅、無所有故。 問曰：我、我所、及常相不可得，故應空，云何言有為法有為法相空？答曰：若無眾生法，無所依，又無常故，無住時，無住時故，不可得知，是故法亦空。…… 復次、離有為，則無無為，所以者何？有為法實相，即是無為，無為相者，則非有為，但為眾生顛倒故分別說。有為相者，生、滅、住、異；無為相者，不生、不滅、不住、不異，是為入佛法之初門。若無為法有相者，則是有為，有為法生相者，則是集諦，滅相者，則是盡諦。若不集則不作，若不作則不滅，是名無為法如實相。若得是諸法實相，則不復墮生、滅、住、異相中。是時不見有為法與無為法合，不見無為法與有為法合，於有為法、無為法不取相，是為無為法，所以者何？若分別有為法、無為法，則於有為、無為而有礙；若斷諸憶想分別，滅諸緣，以無緣實智，不墮生數中，則得安隱常樂涅槃。               |
| 無為空     | 何等為無為空？無為法名若無生相、無住相、無滅相。無為法無為法空，非常非滅故。何以故？性自爾。是為無為空。                                                                                   | 有為空、無為空者，有為法，名因緣和合生，所謂五眾、十二入、十八界等。無為法，名無因緣，常、不生、不滅，如虛空。 今有為法，二因緣故空，一者、無我、無我所、及常相不變異不可得故空，二者、有為法有為法相空，不生、不滅、無所有故。 問曰：我、我所、及常相不可得，故應空，云何言有為法有為法相空？答曰：若無眾生法，無所依，又無常故，無住時，無住時故，不可得知，是故法亦空。…… 復次、離有為，則無無為，所以者何？有為法實相，即是無為，無為相者，則非有為，但為眾生顛倒故分別說。有為相者，生、滅、住、異；無為相者，不生、不滅、不住、不異，是為入佛法之初門。若無為法有相者，則是有為，有為法生相者，則是集諦，滅相者，則是盡諦。若不集則不作，若不作則不滅，是名無為法如實相。若得是諸法實相，則不復墮生、滅、住、異相中。是時不見有為法與無為法合，不見無為法與有為法合，於有為法、無為法不取相，是為無為法，所以者何？若分別有為法、無為法，則於有為、無為而有礙；若斷諸憶想分別，滅諸緣，以無緣實智，不墮生數中，則得安隱常樂涅槃。               |
| 畢竟空     | 何等為畢竟空？畢竟名諸法畢竟不可得，非常非滅故。何以故？性自爾。是名畢竟空。 | 畢竟空者，以有為空、無為空破諸法，令無有遺餘，是名畢竟空。如漏盡阿羅漢，名畢竟清淨；阿那含乃至離無所有處欲，不名畢竟清淨；此亦如是，內空、外空、內外空、十方空、第一義空、有為空、無為空，更無有餘不空法，是名畢竟空。 復次、若人七世百千萬億無量世貴族，是名畢竟貴，不以一世二三世貴族為真貴也；畢竟空，亦如是，從本已來，無有定實不空者。有人言：今雖空，最初不空，如天造物始及冥初微塵。是等皆空，何以故？果無常，因亦無常；如虛空不作果，亦不作因，天及微塵等，亦應如是；若是常，不應生無常。若過去無定相，未來、現在世，亦如是，於三世中，無有一法定實不空者，是名畢竟空。 |
| 無始空     | 何等為無始空？若法初來處不可得，非常非滅故。何以故？性自爾。 | 無始空者，世間若眾生若法，皆無有始，如今生從前世因緣有，前世復從前世有，如是展轉，無有眾生始；法亦如是，何以故？若先生後死，則不從死故生，生亦無死；若先死後有生，則無因無緣，亦不生而有死；以是故，一切法，則無有始，如經中說,佛語諸比丘：「眾生無有始，無明覆，愛所繫，往來生死，始不可得。」破是無始法，故名為無始空。 |
| 散空       | 何等為散空？散名諸法無滅。非常非滅故。何以故？性自爾。是為散空。 | 散空者，散名別離相，如諸法和合故有；如車以輻、輞、轅、轂眾合為車，若離散各在一處，則失車名；五眾和合因緣故，名為人，若別離五眾，人不可得。 |
| 性空       | 何等為性空？一切法性，若有為法性，若無為法性，是性非聲聞、辟支佛所作，非佛所作，亦非餘人所作，是性性空，非常非滅故。何以故？性自爾。是名性空。                                             | 性空者，諸法性常空，假業相續故，似若不空，譬如水性自冷，假火故熱，止火停久，水則還冷；諸法性亦如是，未生時空無所有，如水性常冷；諸法眾緣和合故有，如水得火成熱；眾緣若少若無，則無有法，如火滅湯冷。如經說：「眼空，無我、無我所，何以故？性自爾；耳、鼻、舌、身、意、色乃至法等，亦復如是。」 問曰：此經說我、我所空，是為眾生空，不說法空，云何證性空？答曰：此中但說性空，不說眾生空及法空。「性空有二種，一者、於十二入中，無我、無我所，二者、十二入相自空，無我、無我所。」是聲聞論中說。摩訶衍法說：「十二入我、我所無故空，十二入性無故空。」復次、若無我、無我所，自然得法空，以人多著我及我所故，佛但說無我、無我所，如是應當知，一切法空。若我、我所法尚不著，何況餘法，以是故，眾生空、法空，終歸一義，是名性空。復次、性名自有，不待因緣；若待因緣，則是作法，不名為性。諸法中皆無性，何以故？一切有為法，皆從因緣生，從因緣生，則是作法；若不從因緣和合，則是無法，如是一切諸法，性不可得故，名為性空。                                 |
| 自相空     | 何等為自相空？自相名色壞相、受受相、想取相、行作相、識識相，如是等有為無為法，各各自相空，非常非滅故。何以故？性自爾。是名自相空。                                                         | 自相空者，一切法，有二種相，總相、別相，是二相空故，名為相空。 問曰：何等是總相？何等是別相？答曰：總相者，如無常等。別相者，諸法雖皆無常，而各有別相，如地為堅相，火為熱相。 |
| 一切法空   | 何等為諸法空？諸法名色、受、想、行、識，眼、耳、鼻、舌、身、意，色、聲、香、味、觸、法，眼界、色界、眼識界，乃至意界、法界、意識界。是諸法諸法空，非常非滅故。何以故？性自爾。是為諸法空。 | 一切法空者，一切法，名五眾、十二入、十八界等，是諸法皆入種種門，所謂：一切法，有相、知相、識相、緣相、增上相、因相、果相、總相、別相、依相。……如是等一法門相，攝一切法。復次、二法門攝一切法，所謂：色、無色法，可見、不可見法，有對、無對法，有漏、無漏法，有為、無為法，內法、外法，觀法、緣法，有法、無法，如是等種種二法門相，三、四、五、六、乃至無量法門相，攝一切法。是諸法皆空，如上說，名一切法空。…… 或有利根梵志，求諸法實相，不厭老病死，著種種法相，為是故說法空，所謂先尼梵志，不說五眾即是實，亦不說離五眾是實。復有強論梵志，佛答：「我法中，不受有無，汝何所論有無，是戲論法，結使生處。」及雜阿含中《大空經》說二種空：「眾生空，法空。」《羅陀經》中說：「色眾破裂分散，令無所有。」《栰喻經》中說：「法尚應捨，何況非法。」《波羅延經》、《利眾經》中說：「智者於一切法，不受不著，若受著法，則生戲論，若無所依止，則無所論；諸得道聖人，於諸法無取無捨，若無取捨，能離一切諸見。」如是等三藏中，處處說法空，如是等名為一切法空。 |
| 不可得空   | 何等為不可得空？求諸法不可得是不可得空。非常非滅故。何以故？性自爾。是名不可得空。 | 不可得空者，有人言：於眾、界、入中，我法、常法不可得故，名為不可得空。有人言：諸因緣中，求法不可得，如五指中，拳不可得故，名為不可得空。有人言：一切法及因緣，畢竟不可得故，名為不可得空。 |
| 無法空     | 何等為無法空？若法無，是亦空，非常非滅故。何以故？性自爾。是名無法空。 | 無法空者，有人言：無法，名法已滅，是滅無故，名無法空。 有法空者，諸法因緣和合生故，無有法，有法無故，名有法空。 無法有法空者，取無法、有法相不可得，是為無法有法空。 復次、觀無法有法空故，名無法有法空。 復次、行者觀諸法生滅，若有門，若無門，生門生喜，滅門生憂，行者觀生法空，則滅喜心，觀滅法空，則滅憂心，所以者何？生無所得，滅無所失，除世間貪憂故，是名無法有法空。 復次、十八空中，初三空，破一切法，後三空，亦破一切法。有法空，破一切法生時住時；無法空，破一切法滅時；無法有法空，生滅一時俱破。 復次、有人言：過去、未來法空，是名無法空；現在及無為法空，是名有法空，何以故？過去法滅失，變異歸無，未來法因緣未和合，未生未有，未出未起，以是故名無法；觀知現在法及無為法，現有是名有法；是二俱空故，名為無法有法空。 復次、有人言：無為法，無生住滅，是名無法；有為法，生住滅，是名有法；如是等空，名為無法有法空。 |
| 有法空     | 何等為有法空？有法名諸法和合中有自性相，是有法空，非常非滅故。何以故？性自爾。是名有法空。                                                                                                 | 無法空者，有人言：無法，名法已滅，是滅無故，名無法空。 有法空者，諸法因緣和合生故，無有法，有法無故，名有法空。 無法有法空者，取無法、有法相不可得，是為無法有法空。 復次、觀無法有法空故，名無法有法空。 復次、行者觀諸法生滅，若有門，若無門，生門生喜，滅門生憂，行者觀生法空，則滅喜心，觀滅法空，則滅憂心，所以者何？生無所得，滅無所失，除世間貪憂故，是名無法有法空。 復次、十八空中，初三空，破一切法，後三空，亦破一切法。有法空，破一切法生時住時；無法空，破一切法滅時；無法有法空，生滅一時俱破。 復次、有人言：過去、未來法空，是名無法空；現在及無為法空，是名有法空，何以故？過去法滅失，變異歸無，未來法因緣未和合，未生未有，未出未起，以是故名無法；觀知現在法及無為法，現有是名有法；是二俱空故，名為無法有法空。 復次、有人言：無為法，無生住滅，是名無法；有為法，生住滅，是名有法；如是等空，名為無法有法空。 |
| 無法有法空 | 何等為無法有法空？諸法中無法，諸法和合中有自性相，是無法有法空，非常非滅故。何以故？性自爾。是名無法有法空。                                                                               | 無法空者，有人言：無法，名法已滅，是滅無故，名無法空。 有法空者，諸法因緣和合生故，無有法，有法無故，名有法空。 無法有法空者，取無法、有法相不可得，是為無法有法空。 復次、觀無法有法空故，名無法有法空。 復次、行者觀諸法生滅，若有門，若無門，生門生喜，滅門生憂，行者觀生法空，則滅喜心，觀滅法空，則滅憂心，所以者何？生無所得，滅無所失，除世間貪憂故，是名無法有法空。 復次、十八空中，初三空，破一切法，後三空，亦破一切法。有法空，破一切法生時住時；無法空，破一切法滅時；無法有法空，生滅一時俱破。 復次、有人言：過去、未來法空，是名無法空；現在及無為法空，是名有法空，何以故？過去法滅失，變異歸無，未來法因緣未和合，未生未有，未出未起，以是故名無法；觀知現在法及無為法，現有是名有法；是二俱空故，名為無法有法空。 復次、有人言：無為法，無生住滅，是名無法；有為法，生住滅，是名有法；如是等空，名為無法有法空。 |

### 四空
《大品般若經》在廣說十八空後略說為四空：法法相空，無法無法相空，自法自法相空，他法他法相空。
|              | 《摩訶般若波羅蜜經》                                                                               | 《大智度論》 |
| 法法相空     | 何等名法法相空？法名五蔭，五蔭空，是名法法相空。                                                   | 法法相空者，一切法中，法相不可得，如色中色相不可得。復次、法中不生法故，名為法法空。 |
| 無法無法相空 | 何等名無法無法相空？無法名無為法，是名無法無法空。                                                 | 無法無法空者，無為法名無法，何以故？相不可得故。 問曰：佛以三相說無為法，云何言無相？答曰：不然，破生故言無生，破住故言無住，破滅故言無滅，皆從生、住、滅邊有此名，更無別無生、無滅法，是名無法無法空。是義如無為空中說。 |
| 自法自法相空 | 何等名自法自法空？諸法自法空，是空、非知作、非見作，是名自法自法空。                               | 自法自法空者，自法名諸法自性，自性有二種：一者、如世間法地堅性等，二者、聖人知如、法性、實際。此法空，所以者何？不由智見知故。有二性空，如先說。 問曰：如、法性、實際，無為法中已攝，何以復更說？答曰：觀時分別說五眾、實相、法性、如、實際，又非空智慧觀故令空，性自爾。 問曰：如色是自法，識為他法，此中何以說如、法性、實際、有佛無佛、常住，過是名為他法空？答曰：有人未善斷見結故，處處生著，是人聞是如、法性、實際，謂過是已更有餘法，以是故說過如、法性、實際亦空。 |
| 他法他法相空 | 何等名他法他法空？若佛出、若佛未出，法住、法相、法位、法性、如、實際，過此諸法空，是名他法他法空。 | 自法自法空者，自法名諸法自性，自性有二種：一者、如世間法地堅性等，二者、聖人知如、法性、實際。此法空，所以者何？不由智見知故。有二性空，如先說。 問曰：如、法性、實際，無為法中已攝，何以復更說？答曰：觀時分別說五眾、實相、法性、如、實際，又非空智慧觀故令空，性自爾。 問曰：如色是自法，識為他法，此中何以說如、法性、實際、有佛無佛、常住，過是名為他法空？答曰：有人未善斷見結故，處處生著，是人聞是如、法性、實際，謂過是已更有餘法，以是故說過如、法性、實際亦空。 |

在鳩摩羅什譯《摩訶般若波羅蜜經》中，此處“他空”或“他法空”義為“過如、法性、實際等無為法之餘法為空”，在《大品般若經》的其他版本中，此處為 “異空”即“餘事空”、“他故空”或“他性空”即“由他性故空”。
“自性”（sva-bhāva）中的“性”和十二因緣中的“有情”（bhāva）在梵語中是一個詞，“他性”（para-bhāva）這個概念在鳩摩羅什譯《摩訶般若波羅蜜經》中也出現過，龍樹《中論》對“他性”（para-bhāva）進行了辨析，其義為“ 他自性”（para-sva-bhāva）。

### 中觀派
空性为大乘佛教理论基础。中觀派以空性的八不中道為根本正見。中觀派用「缘起性空」來解釋世間的一切法皆是因緣和合所生之法，因為是依緣而起，故不是“本來自在”的法，依緣滅而壞滅，所以不真實，是苦、空、無常、無我。

#### 應成中觀派
悟空性是離不開成佛的方便與智慧資糧，也就是大悲心，菩提心，等方便資糧，並同時悟大悲心，菩提心等方便資糧，緣起性空；無自性的智慧；而此無自性在聖者或勝者的定中就是空性。

## 道教所作的詮釋
在南北朝時期，佛道論爭變得愈來愈激烈。尊崇佛教的歷算家甄鸞郡守曾經在其作品《笑道論》中提到有道書聲稱空為萬物之母而道為萬物之父等等，甄鸞對道生萬物一説提出了質疑。
在道佛兩教之間的關係惡化的時期，道教開始有一些教典的內容包含了對於佛教的抨擊意見，例如《太上大道玉清经》宣稱 「直修空義」的人「无所爲作」，卻聲稱自己「與道無異」，這樣的人犯下了罪過，在成千上萬輩子都無法得道，反而會沉入苦流。
生活在宋朝時期的、信奉道教的玄學家陳摶道士在其作品〈觀空篇〉中把佛教關於「空」的觀念與道教關於易理及丹道的觀念結合起來，形成了關於「五空」的觀念。陳摶道士把對「空」的探求分類為五種境界，從低至高分別是「頑空」、「性空」、「法空」、「真空」及「不空」這五者，「頑空」是指修行者只沉迷於對虛無的思考，因而感到沉鬱，無法使內在的清氣顯現，「性空」是指修行者雖能保持虛靜的狀態，但因只思考虛無一事而陷入了孤陰的境界，成為「杳冥之鬼」，這是斷見，「法空」是指修行者既能使內心平靜下來，又能不被外物干擾，行事方式符合自然規律，進入了「無事無為」的狀態，因而開始與蒼天相合，「真空」是指修行者既不執着於實有性，也不執着於虛無性，致力尋求事物的本質，從這「真空」中能生出「真道」，從這「真道」中能生出「真神」，有此「真神」便能夠領悟與世間萬物有關的各種道理，因而得以成為神仙，「不空」是指修行者已經與天道合一，天雖清虛，卻能令日月星辰運行於上，地雖寧靜，卻能令山川草木充滿生機，這便是道家所講的「动者静为基，有者无为本」，人若能達到這種虛清的境界，便可以被認為已經返樸歸真。
宗教哲學家李遠國副研究員聲稱陳搏道士所提出的關於「活法」的説法源自漢傳佛教教內的天台宗的關於「心法」的觀點，天台宗認為心為萬法之本，並且認為心是萬物當中最真實的、最根本的、最可靠的事物，而陳搏道士正是以關於「唯心是法」的理論為思想武器，試圖打破舊儒家思想主導易學這一局面，但在其作品中也能發現儒學術語，陳搏道士亦在其作品中運用了許多佛學理論來闡述其所提出的關於內修的學説，可見其所持有的關於空觀的觀點與佛教教義之間有頗深的淵源，出現於宋朝時期的道教部份教義及理學理論都曾肇始於陳搏道士的思想，正是這種「援佛入道」的做法啓開了理學的門戶。

## 「斷滅空」、「沉空」、「惡取空」
大乘佛教認為以「苦、空、無常、無我」說「空」，可名之為「由變壞觀空」，有可能導致「斷滅空」、「沉空」、「惡取空」的危險，仍然無所適從、持續流浪漂泊，然而，正知正見的般若正法，由甚深般若智開展，面對五蘊世間，觀照世間諸法，超越其變壞相，正知正見的般若正法，示現諸法實相，世間轉為法界，安住法界就在當下。
大乘佛教認為如果顯發真如本心的甚深般若智，如實覺知法界真如，那麼在當下就能成為如來，證入不虛妄、不變異的真如法界，通過甚深般若智開展的般若正法，便能真正使生死涅槃猶如昨夢，真正使流浪漂泊倏然而止，真正使常樂我淨朗朗而現。

## 學術研究
近代學者認為，缘起性空是佛教区别于一切宗教或哲学的世界观，因為為人所見的世间万物都是由因缘和合而成的，所以有生住異滅的現象可見，人们因特定条件下的功用（因缘）来确定诸法的生或灭，任何可見的事物（诸法）都随着变化而生灭，由此可知世間萬物没有所谓的“绝对本质”（自性）。

## 外部連結
- 陈抟老祖《观空篇》：原文+译文

- 吳汝鈞：〈般若經的空義及其表現邏輯 （页面存档备份，存于）〉。
- 印順《空之探究》 （页面存档备份，存于）